# Gestor de paquets RPM
RPM (originàriament de l'anglès Red Hat Package Manager, i després reinterpretat com a acrònim recursiu RPM Package Manager) és un gestor de paquets per línia d'ordres que empra paquets amb el mateix nom (.rpm). Tant el gestor de paquets com el format de paquets són de codi obert. Fou introduït per RedHat el 1995 per a la pròpia distribució, més tard, fou usat per altres com ara Fedora, Mandriva, SuSE, Yoper, etc. Com a gestor de paquets va deixar de rebre actualitzacions el 2004, tot i això hi ha distribucions que encara el fan servir. A RedHat ha anat perdent usuaris en favor de Yum i posteriorment de DNF. Permet ampliar el control de les instal·lacions de programari realitzades mitjançant RPM, amb una instal·lació que empri els paquets RPM Privileged Access Manager Server Control.